# Criorhina rubropilosa
Criorhina rubropilosa är en tvåvingeart som beskrevs av Hull 1950. Criorhina rubropilosa ingår i släktet pälsblomflugor, och familjen blomflugor. Inga underarter finns listade i Catalogue of Life.